# Kirche In
Kirche In (Eigenschreibweise: KIRCHE IN; vormals Kirche intern) ist der Name einer in Österreich erscheinenden katholischen Zeitschrift. Gegründet wurde sie 1987 von Rudolf Schermann aus Anlass zweier umstrittener Bischofsernennungen. Die Zeitschrift versteht sich heute als christlich-ökumenisches Magazin, aber auch als Organ für kircheninterne Kritik und als geistige Anregung für einen liberalen Weg der katholischen Kirche.

## Motivation zur Gründung
Der Startschuss für die Gründung bildete eine Unterschriftenaktion gegen die für 26. April 1987 vorgesehene Bischofsweihe des Regensburger Professors Kurt Krenn zum Weihbischof der Erzdiözese Wien. Krenns Ernennung führte führten zu heftigen Protesten, bis hin zu Blockadeversuchen seiner Bischofsweihe. Die Kritiker bemängelten Krenns konservative Theologie und postulierten einen Gegensatz zu den Lehren des Zweiten Vatikanischen Konzils. Zum Sprachrohr etablierte sich der Autor und Pfarrer von Reisenberg, Rudolf Schermann.
Vorerst nur hektografierte Blätter konnten durch eine Einzelspende von 10.000 öS als Druckschrift unter dem Titel Kirche intern (KI) erscheinen, die zunächst an etwa 3.000 Pfarrer gesendet wurden. Innerhalb eines halben Jahres erwirtschaftete die Zeitung 500.000 öS, wodurch eine GmbH gegründet werden konnte, die das nun monatliche Erscheinen der Zeitschrift sicherstellt.

## Umbenennung in „Kirche In“
Nach einigen Jahren steigerte Kirche intern ihre Auflagenzahl in Österreichs mit einer deutlich kirchenkritischen Berichterstattung, jedoch gegenüber ersten Plänen mit einer zu geringen religiöse Bandbreite, die auch beanstandet wurde. Eine Umgestaltung und die Umbenennung in Kirche In sollte den Übergang zu einem Medium für den gesamten deutschsprachigen Raum einläuten. Die Zeitschrift beschreibt sich selbst mit den Worten:
„Der mittlerweile […] auf KIRCHE IN abgekürzte Name soll signalisieren, dass es ein Medium ist, das ein Bild der christlichen Kirchen transportiert, das IN ist – weil sie auf die Ursprünge baut und nicht jenes von zeitgeistigen Sedimenten der Jahrhunderte überfrachtetes Bild der ‚Vatikankirche‘, die OUT ist, weil sie die Ursprünge verlassen“ habe.

## Haltung zum Freimaurertum
Im Frühjahr 2004 bot Kirche in dem vom Engelwerk geweihten Priester Reinhard Knittel die Gelegenheit, einen Artikel über die Freimaurerei zu publizieren, in dem diese als „Tochter des Satans“ dargestellt wurde; dem Freimaurer Kurt Baresch wurde noch die Möglichkeit einer Replik gegeben. Im Herbst 2005 unterstellte die Zeitschrift, ohne Beweise vorzulegen, Verbindungen des Rotary Clubs, des Deutschen Druiden-Ordens und der deutschen Bildungsministerin Annette Schavan eine Nähe zum Freimaurertum und bezichtigte Schavan „dubioser Schulterschlüsse“.